# Scream, Aim, Fire
Scream Aim Fire – drugi studyjny album zespołu Bullet for My Valentine. Premiera albumu odbyła się 28 stycznia 2008 roku na całym świecie, w USA 29 stycznia 2008. Krążek zadebiutował na czwartym miejscu na liście Billboard 200, z liczbą 53 000 sprzedanych kopii w ciągu pierwszego tygodnia sprzedaży. Krytycy muzyczni stwierdzili, że to płyta zespołu w ewolucji, zespół skłania się w stronę thrash metalu

## Lista utworów
1. "Scream Aim Fire" – 4:26
2. "Eye of the Storm" – 4:04
3. "Hearts Burst Into Fire" – 4:57
4. "Waking The Demon" – 4:08
5. "Disappear" – 4:05
6. "Deliver Us From Evil" – 5:58
7. "Take it Out on Me" (razem z Benji Webbe ze Skindred) – 5:52
8. "Say Goodnight" – 4:43
9. "End of Days" – 4:18
10. "Last to Know" – 3:15
11. "Forever and Always" – 6:46

### Bonus Tracks
1. "Road To Nowhere" – 04:10
2. "Watching Us Die Tonight" – 3:57
3. "One Good Reason Why" – 4:06
4. "Ashes of The Innocent" – 4:13